# Berliner Chirurgische Gesellschaft

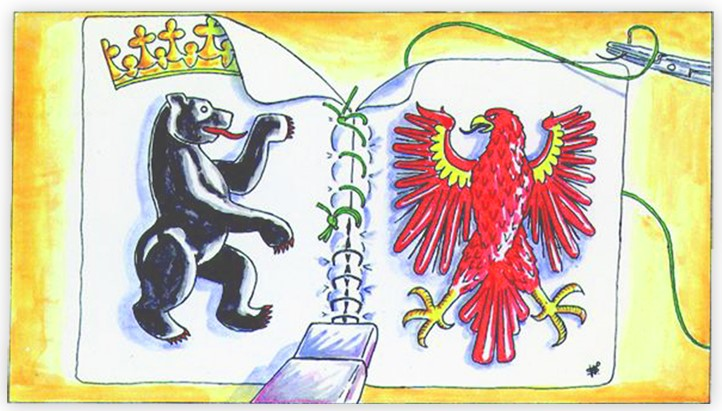
Zusammengenäht, was zusammengehört

Die Berliner Chirurgische Gesellschaft ist eine Fachgesellschaft in Berlin. Als älteste chirurgische Regionalgesellschaft Deutschlands stand sie im Deutschen Kaiserreich und in der Weimarer Republik für die Weltgeltung der deutschen Chirurgie.

## Geschichte

### Glanz und Untergang
Die Freie Vereinigung der Chirurgen Berlins wurde am 22. November 1886 im Hörsaal der Klinik für Chirurgie der Friedrich-Wilhelms-Universität Berlin gegründet.
Die mit 277 Plätzen modernste Lehrstätte Europas in der Ziegelstraße hatte Bernhard von Langenbeck 1882 zur Emeritierung hinterlassen. Georg von Adelmann, Emeritus der Universität Tartu und Schwiegervater des Hausherrn Ernst von Bergmann, leitete die Gründungsversammlung. Zugegen waren unter anderem Heinrich Adolf von Bardeleben, Maximilian Karl August Bartels, Ernst Julius Gurlt, Eugen Hahn, James Israel, Ernst Küster, Carl Langenbuch, Edmund Rose, Eduard Sonnenburg und Julius Wolff. Ab 1892 diente das neue Langenbeck-Haus in der Ziegelstraße als Versammlungsort.
In ihren ersten 25 Jahren kam die Vereinigung zu 202 Sitzungen zusammen. Sie hatte etwa 300 Mitglieder und wurde im November 1912 in Berliner Chirurgische Gesellschaft umbenannt. Zu den Mitgliedern zählten Curt Schimmelbusch und Hans Schlange.
Nach fünfeinhalbjähriger Unterbrechung durch den Ersten Weltkrieg trat die BCG im Oktober 1919 wieder zusammen.
Ausdruck ihrer nationalen Bedeutung war bis 1939 die ungekürzte Publikation der Sitzungsprotokolle in der Deutschen Medizinischen Wochenschrift und im Zentralblatt für Chirurgie. Zusätzlich erschienen die Protokolle seit 1888 jährlich als Sammelbände im Georg Thieme Verlag.

### Wiedergründung
Von den Alliierten im Mai 1945 wie alle wissenschaftlichen Gesellschaften verboten, wurde die BCG am 21. März 1947 von der Sowjetischen Militäradministration in Deutschland wieder zugelassen. Von den 176 Mitgliedern im Jahre 1938 brachte der Urologe Oskar Rumpel 39 zur ersten Nachkriegssitzung am 27. Januar 1948. Zugegen waren Karl Linser, der Präsident der Deutschen Zentralverwaltung für Gesundheitswesen, Alipow von der SMAD und Erwin Gohrbandt. Als neuer Name wurde Chirurgische Gesellschaft der Universität Berlin gewählt. Sie vereinigte Chirurgen aus allen vier Sektoren der Stadt.
Die Sitzungen wurden wechselweise in der Charité und im Krankenhaus Moabit abgehalten. Die Mitgliederzahl wuchs von 78 auf 180. Ohne Beschluss der Mitgliederversammlung erfolgte im November 1953 die Rückbenennung in Berliner Chirurgische Gesellschaft.

### Teilung
Nach dem Bau der Berliner Mauer durften die West-Berliner Kollegen nicht mehr nach Ost-Berlin kommen. Die Gesellschaft musste unter gleichem Namen getrennte Zusammenkünfte abhalten. Theodor Matthes eröffnete am 21. Mai 1962 die erste Sitzung der Ost-Berliner Gesellschaft. Sie nahm sich der Facharztausbildung von Kollegen in Ost-Berlin, im Bezirk Potsdam, im Bezirk Cottbus und im Bezirk Frankfurt (Oder) an.
Am 8. Oktober 1963, mit zweijähriger Verzögerung, gedachten die Westberliner Chirurgen des 75. Gründungstages der Gesellschaft in der Kongresshalle (Berlin). Den Festvortrag hielt Rudolf Nissen, der tags darauf den gleichen Vortrag im chirurgischen Hörsaal der Charité den Ostberliner Chirurgen vortrug. Das war für Jahrzehnte der letzte Brückenschlag. Im April 1976 stand die Auflösung der Gesellschaft zur Debatte. Gert Specht, Chef im Auguste-Viktoria-Krankenhaus, wendete sie ab. Er war 1976/77 Vorsitzender und 1978–1989 Schriftführer der Gesellschaft. Nach Werner Körte und Ferdinand Sauerbruch war Specht der erst dritte Ehrenvorsitzende.
Zum hundertjährigen Bestehen der BCG kamen im November 1986 über 300 Chirurgen aus aller Welt zu einem Symposion im Langenbeck-Virchow-Haus.

### Wiedervereinigung
„Unmittelbar nach dem Fall der Mauer begannen die Bemühungen um zunächst wieder gemeinsame Veranstaltungen, dann um die Wiedervereinigung der beiden Gesellschaftsteile. Bereits am 15. Januar 1990 kam es infolge der Initiativen der beiden damaligen Vorsitzenden, Helmut Wolff im Ostteil und Ulf Stockmann im Westteil, und unter Teilnahme von Mitgliedern der Präsidien der beiden deutschen Chirurgengesellschaften zu einer unvergeßlichen Abendveranstaltung im völlig überfüllten Hörsaal der Charité. Es war ein Ereignis, ein Erlebnis ohnegleichen. Natürlich wurden aus jeweils kompetentem Mund aus beiden getrennt gewesenen Gesellschaftsteilen Rückblicke gehalten, sogar ein hervorragendes wissenschaftliches Referat wurde noch eingefügt; das Überwältigende aber war, daß wir wieder zusammensaßen, uns wiedersahen oder neu kennen lernen konnten. Es war wie eine Erlösung, von der wenige Wochen vorher noch keiner hätte träumen können.“

Die Vorstände beider Gesellschaftsteile kamen mehrfach zusammen und beschlossen einvernehmlich die nächsten Schritte. Nachdem eine (erstmalige) Briefwahl ein repräsentatives Bild der Mitgliedermeinungen ergeben hatte, erfolgte noch im Jahre 1990 die vollständige Wiedervereinigung. Unter dem Vorsitz von Gert Specht gab sich die Vereinigung 1991 den neuen Namen Berliner Chirurgische Gesellschaft – Vereinigung der Chirurgen von Berlin und Brandenburg. Der früher übliche monatliche Tagungsrhythmus wurde aufgegeben zugunsten eines Berliner Chirurgentreffens im Februar an der Charité und einer Sommertagung in Brandenburg. Zurzeit sind gut 1000 Berliner und Brandenburger Chirurgen Mitglieder der BGC.
Im Statut wurde die Stiftung eines mit 20.000 DM dotierten Ferdinand-Sauerbruch-Forschungspreises verankert. Die Dotierung beträgt heute (Stand 2013) 15.000 Euro. Ein Stipendium ermöglicht jeweils zehn Chirurgen aus Osteuropa eine vierwöchige Gastarzttätigkeit an Berliner und Brandenburger Kliniken.

## Vorsitzende
Bis zum Ersten Weltkrieg leiteten die 13 Gründer die BCG.
- Eduard Sonnenburg (bis 1914)
- Werner Körte (1914–1929)
- August Bier (1930–1932)
- Ferdinand Sauerbruch (1932–1950)
- Erwin Gohrbandt (1950/51)
- Willi Felix (1951/52)
- Willibald Heyn (1952/53)
- Hans Wildegans (1953–1955)
- Werner Block (1955–1957)
- Willi Felix (1957/58)
- Fritz Linder (1958/59)
- Hans Gummel (1959/60)
- Wilhelm Heim, Rudolf Virchow (1960/61)[5]
- Constantin von Bramann (1961/62, West)
- Joachim M. Müller, HNO-Direktor der Charité
- Gert Specht, Auguste Viktoria
- Günter Kubo, Köpenick (1996/97)
- Thomas Buthut, Neuruppin

Zu den Vorsitzenden in Ost-Berlin gehören Theodor Matthes (1962–1965), Hans Joachim Serfling (1965–1967), Hans Gummel (1967–1969), Albert K. Schmauss (1974–1975) und Helmut Wolff (1981–1984 und 1986–1990).
Zu den Vorsitzenden in West-Berlin gehören Emil Bücherl (1971–1976), Rahim Rahmanzadeh (1984/85) und Roland Hetzer (1990).

## Ehrenvorsitzende
- Werner Körte
- Ferdinand Sauerbruch
- Gert Specht

## Ehrenmitglieder

### 1861–1961
- Ernst Küster
- Johannes Petermann
- Oskar Zeller
- Georg Axhausen
- Georg Schöne[6]
- Hans Wildegans
- August Bier
- Günther Seefisch
- Ferdinand Sauerbruch
- Oskar Rumpel
- Erwin Gohrbandt

### Geteiltes Berlin (1962–1989)
Ost-Berlin
- Willi Felix
- Friedrich Loeffler
- Wolfgang Rosenthal
- Rudolf Nissen
- Hans Gummel
- Theodor Matthes
- Albert K. Schmauss
- Ernst Taubert

West-Berlin
- Werner Block
- Arthur Israel
- Hermann Domrich
- Richard Maatz
- Wilhelm Heim
- Rolf Dohrmann
- Hermann Franke
- Fritz Linder
- Gert Specht

### Nach 1990
- Emil Bücherl
- Karl Hempel
- Wolfgang Deutz
- Jörg Rüdiger Siewert
- Harald Gögler
- Wilfried Seifart
- Eckhard Bärlehner
- Kurt Gdanietz
- Hans Lippert[7]
- Michael Trede
- Ernst Kraas
- Helmut Wolff
- Peter Neuhaus